# Triatlo nos Jogos Pan-Americanos de 2023 - Qualificação
Abaixo está o sistema de qualificação e os comitês olímpicos nacionais qualificados ao Triatlo nos Jogos Pan-Americanos de 2023, programado para ser realizado em Santiago, no Chile, de 2 a 4 de novembro de 2023.

## Sistema de qualificação
Um total de 72 triatletas (36 por gênero) poderiam se qualificar para competirem. Um CON pode inscrever no máximo seis triatletas (três por gênero), exceto os vencedores dos Jogos Pan-Americanos Júnior de 2021.O país-anfritião, Chile, qualificou automaticamente quatro atletas (dois por gênero). Todas os outros CONs irão se classificar através de vários torneios e rankings qualificatórios. Até cinco nações podem inscrever o máximo de três triatletas.
As equipes melhor posicionadas no revezamento misto, ainda não qualificadas durante os Jogos Sul-Americanos de 2022 e os Jogos Centro-Americanos e do Caribe de 2023 irão qualificar dois atletas por gênero. As cinco melhores equipes, não qualificadas previamente durante o Campeonato Pan-Americano de Revezamento Misto também qualificarão dois atletas por gênero. O restante das vagas serão distribuídas através do ranking mundial da ITU de 10 de julho de 2023 e através de convites. Um atleta não pode conseguir mais de uma vaga ao seu CON.
Cada CON pode participar da competição do revezamento misto caso não qualifique ao menos dois homens e duas mulheres.  

## Linha do tempo
| Evento                                                | Data                     | Local             |
| ----------------------------------------------------- | ------------------------ | ----------------- |
| Jogos Pan-Americanos Júnior de 2021                   | 26-28 de novembro        | Cali              |
| Jogos Sul-Americanos de 2022                          | 2-4 de outubro           | Assunção          |
| Campeonato Pan-Americano de Revezamento Misto de 2023 | A ser determinado        | A ser determinado |
| Jogos Centro-Americanos e do Caribe de 2023           | 23 de junho - 8 de julho | San Salvador      |
| Ranking Mundial da ITU                                | 10 de julho de 2023      | —                 |
| Convites                                              | 15 de julho de 2023      | —                 |

## Sumário de classificação
| CON           | Masculino | Feminino | Revezamento misto | Total |
| ------------- | --------- | -------- | ----------------- | ----- |
| BRA Brasil    | 3         | 2        | X                 | 5     |
| CHI Chile     | 2         | 2        | X                 | 4     |
| MEX México    | 0         | 1        |                   | 1     |
| Total: 3 CONs | 36        | 36       | 2                 | 72    |

## Progresso da classificação
| Evento                                                | Vagas | Masculino             | Feminino              |
| ----------------------------------------------------- | ----- | --------------------- | --------------------- |
| País-sede                                             | 2     | CHI Chile CHI Chile   | CHI Chile CHI Chile   |
| Jogos Pan-Americanos Júnior de 2021                   | 1     | Miguel Hidalgo (BRA)  | Anahi Corral (MEX)    |
| Jogos Sul-Americanos de 2022                          | 2     | BRA Brasil BRA Brasil | BRA Brasil BRA Brasil |
| Campeonato Pan-Americano de Revezamento Misto de 2023 | 10    |                       |                       |
| Jogos Centro-Americanos e do Caribe de 2023           | 2     |                       |                       |
| Ranking Mundial da ITU                                | 16    |                       |                       |
| Convite                                               | 3     |                       |                       |
| Total                                                 | 36    |                       |                       |